# Fritz Graebner
Fritz Graebner (Berlino, 4 marzo 1877 – Berlino, 13 luglio 1934) è stato un etnologo tedesco.
Graebner avanzò una teoria sulla diffusione dell cultura detta Kulturkreis che è alla base della moderna etnologia. Fu uno dei principali fondatori della scuola di Vienna di Etnologia con, Wilhelm Schidt e Bernhard Ankermann.
Le sue teorie furono più volte riprese da Franz Boas, Paul Kirchhoff e Clark Wissler.
Tra le sue opere principali si citano Metodo di Etnologia (1911) e La veduta del mondo dei Primitivi (1924).

## Scritti
- Methode der Ethnologie. Winter, Heidelberg 1911.
- Kulturkreise und Kulturgeschichten in Ozeanien. In: Zeitschrift für Ethnologie. Band 37, 1905, S. 28–53.
- Das Weltbild der Primitiven. Ernst Reinhardt, München 1924.